# Brian Thomas
Pour les articles homonymes, voir Thomas (nom de famille).
Pas d'image ? Cliquez ici

a Compétitions nationales et continentales officielles uniquement.

b Matchs officiels uniquement.
Brian Thomas, né le 18 mai 1940 à Pontwalby (pays de Galles) et mort le 9 juillet 2012 à Tonna (pays de Galles), est un joueur international gallois de rugby à XV évoluant principalement au poste de deuxième ligne même s'il peut également occuper le poste de pilier.

## Biographie
Brian Thomas effectue sa scolarité à la Neath Grammar school, puis fait ses études à l'université de Cambridge de 1960 à 1962 où il joue trois matchs avec l'équipe de rugby à XV de l'université, notamment une rencontre contre l'équipe d'Afrique du Sud en novembre 1960. Il fait un bref passage au Swansea RFC avant de rejoindre le Neath RFC. Il en devient capitaine lors des saisons 1966-1967 et 1967-1968. Il dispute son premier test match le 19 janvier 1963 contre l'équipe d'Angleterre, et son dernier test match contre l'équipe de Nouvelle-Zélande le 14 juin 1969. Avec le XV du Poireau, il remporte trois fois le Tournoi des Cinq Nations en 1964, 1965 et 1966, mais ne réalise pas le Grand Chelem.
De 1971 à 1974, il joue en France au Stade clermontois.
Après sa carrière de joueur, il devient entraîneur de l'équipe du Neath RFC de 1981 à la professionnalisation du rugby en 1996,. Il remporte notamment cinq championnats et deux Coupes du pays de Galles,. Sous sa direction, le club gallois réalise également de très bonnes prestations en 1989 dans son stade du Gnoll contre les équipes nationales de l'hémisphère Sud, ce malgré la défaite : 26 à 15 contre la Nouvelle-Zélande, 16 à 8 contre l'Australie et 16 à 13 contre l'Afrique du Sud.
Il meurt le 9 juillet 2012 à l'âge de 72 ans des suites d'une longue maladie.

## Statistiques en équipe nationale
De 1963 à 1969, Brian Thomas dispute 21 rencontres avec l'équipe du pays de Galles marquant un essai, soit 3 points.

## Palmarès

### En tant que joueur
- Vainqueur du Tournoi des Cinq Nations en 1964, 1965 et 1966 avec l'équipe du pays de Galles.

### En tant qu'entraîneur
- Vainqueur du Championnat du pays de Galles en 1987, 1989, 1990, 1991 et 1996 avec le Neath RFC.
- Vainqueur de la Coupe du pays de Galles en 1989 et 1990 avec le Neath RFC.
- Finaliste de la Coupe du pays de Galles en 1988 et 1993 avec le Neath RFC.